# De Havilland DH.91 Albatross
Die De Havilland DH.91 Albatross war ein Schnell-Verkehrsflugzeug für 22 Passagiere, das Ende der 1930er-Jahre bei De Havilland in Hatfield (Hertfordshire, England) gebaut wurde. Die Maschine wurde vollständig aus Holz gefertigt, vornehmlich aus Zedern- und Balsaholz. Diese Bauweise ermöglichte der DH.91 eine Startmasse von lediglich 13.400 kg. Angetrieben wurde sie von vier 391 kW (532 PS) starken Kolbenmotoren. Die Albatross hatte ein einziehbares Spornradfahrwerk. Die Reichweite betrug 1674 Kilometer bei einer Reisegeschwindigkeit von 338 km/h.
Die Albatross war ein Höhepunkt des Holz-Flugzeugbaus. Der Rumpf wurde aus Sperrholz und Balsa in Sandwichbauweise gefertigt. Diese Bauart wurde später sehr erfolgreich bei der De Havilland DH.98 Mosquito angewandt. Die Tragflächen und das Leitwerk waren ebenfalls aus Holz hergestellt.
Zwei Albatross-Prototypen übernahm die Royal Air Force (RAF) in den Truppendienst. Diese wurden im August 1941 und im April 1942 zerstört.

## Militärische Nutzung
Vereinigtes Königreich
- Royal Air Force

## Technische Daten
| Kenngröße             | Daten                                                              |
| --------------------- | ------------------------------------------------------------------ |
| Besatzung             | 4                                                                  |
| Passagiere            | 22                                                                 |
| Länge                 | 21,8 m                                                             |
| Spannweite            | 32,0 m                                                             |
| Höhe                  | 6,8 m                                                              |
| Flügelfläche          | 100 m²                                                             |
| Flügelstreckung       | 10,2                                                               |
| Leermasse             | 9.650 kg                                                           |
| Startmasse            | 13.380 kg                                                          |
| Reisegeschwindigkeit  | 338 km/h                                                           |
| Höchstgeschwindigkeit | 362 km/h                                                           |
| Dienstgipfelhöhe      | 5450 m                                                             |
| Reichweite            | 1674 km                                                            |
| Triebwerke            | vier 12-Zylinder-V-Motoren de Havilland Gipsy Twelve mit je 391 kW |